# كريستيان ألفاريز (لاعب كرة قدم)
كريستيان ألفاريز (بالإسبانية: Cristian Álvarez)‏ (21 مايو 1982 - ) هو لاعب كرة قدم غواتيمالي في مركز حراسة المرمى. شارك مع منتخب غواتيمالا لكرة القدم. أما مع النوادي، فقد لعب مع نادي كوميونيكيشنس وميونيسيبال وديبورتيفو مالاكاتيكو ‏ وJuventud Retalteca ‏.

## وصلات خارجية
- كريستيان ألفاريز على موقع ناشيونال فوتبول تيمز (الإنجليزية)